# 乙女道路
乙女道路（おとめどうろ）は、静岡県御殿場市および神奈川県足柄下郡箱根町にまたがる乙女峠にかつて存在した、日本道路公団所管の有料道路である。

## 概要
現在は無料開放され、全線国道138号の一部として供用している。神奈川県側から走行する場合、富士山を展望でき、夜になると御殿場市街の夜景も美しい。

## 歴史
- 1962年（昭和37年）5月20日 - 乙女峠道路工事（二級国道富士吉田小田原線の改築工事）を開始[1]。
- 1964年（昭和39年）10月15日 - 乙女峠道路工事が終了[2]。
事業費は9億2,000万円[3]
- 1964年（昭和39年）10月28日 - 二級国道富士吉田小田原線中、御殿場市深沢から神奈川県足柄下郡箱根町仙石原までの区間を、有料道路「乙女道路」として料金徴収を開始し、料金徴収期間を30年間とする[4]。
- 1984年（昭和59年）12月20日 - 料金徴収期間を変更し、料金徴収を終了する[5]。

## 料金
車両種類別の1回あたりの通行料金は、以下のとおり。
| 区分                                         | 料金  |
| -------------------------------------------- | ----- |
| 普通乗用自動車                               | 250円 |
| 普通貨物自動車                               | 300円 |
| 小型乗用自動車または小型貨物自動車           | 150円 |
| 乗合型自動車（路線）                         | 450円 |
| 乗合型自動車（その他）または大型特殊自動車   | 600円 |
| 小型二輪自動車、軽自動車または小型特殊自動車 | 050円 |
| 原動機付自転車                               | 030円 |
| 軽車両                                       | 020円 |
| 自転車                                       | 010円 |

回数券は、31回につき1回、110回につき10回をそれぞれ割引。ただし、通学用自転車回数券は、110回につき55回割引。

## 地理

### 通過する自治体
- 静岡県
  - 御殿場市
- 神奈川県
  - 足柄下郡箱根町